# نيك بيكون
نيك بيكون (بالإنجليزية: Nick Bacon)‏ هو عسكري أمريكي، ولد في 25 نوفمبر 1945 في كاراوي في الولايات المتحدة، وتوفي في 17 يوليو 2010 في روز باد في الولايات المتحدة.